# نورمان مايلز كرول
نورمان مايلز كرول (بالإنجليزية: Norman Kroll)‏ هو فيزيائي نظري وفيزيائي أمريكي، ولد في 6 أبريل 1922 في تلسا في الولايات المتحدة، وتوفي في 8 أغسطس 2007 في لاهويا في الولايات المتحدة.